# 藍運東 (1899年)
藍運東（1899年—1937年12月），湖南醴陵人，國民革命軍預備第十師少將參謀長，於南京保衛戰中陣亡。

## 生平
黃埔軍校一期畢業。1937年10月由福建新兵編成的預備第十師，藍運東任參謀長；同年12月，藍運東在南京保衛戰中陣亡。2015年8月24日，被列入中華人民共和國民政部公布的《著名抗日英烈和英雄群體名錄》第二批名錄。